# Selezione maschile di calcio dell'Isola di Man
La Selezione di calcio dell'Isola di Man è la rappresentativa di calcio dell'Isola di Man, dipendenza della Corona britannica. Dipende dalla Isle of Man Football Association, fondata nel 1890.
La selezione calcistica non fa parte né della FIFA né della UEFA e quindi non partecipa alle qualificazioni per le fasi finali dei Mondiali di calcio né le sue squadre di club possono competere nelle coppe europee.
Essendo membro dell'International Island Games Association, questa rappresentativa partecipa agli Island Games, competizione nella quale ha raggiunto per 3 volte la finale,  nel 1993, 1999 e 2003, pur tuttavia uscendo sempre sconfitta.

## Piazzamenti agli Island Games
| Anno  | Turno           | Posizione | G  | V  | N | P  | GF | GS |
| ----- | --------------- | --------- | -- | -- | - | -- | -- | -- |
| 1993  | Finale          | 2°        | 4  | 2  | 0 | 2  | 8  | 7  |
| 1995  | Finale 7º posto | 8°        | 4  | 0  | 0 | 4  | 2  | 12 |
| 1999  | Finale          | 2°        | 5  | 3  | 1 | 1  | 20 | 6  |
| 2001  | Finale 7º posto | 7°        | 4  | 1  | 1 | 2  | 12 | 6  |
| 2003  | Finale          | 2°        | 4  | 3  | 0 | 1  | 9  | 5  |
| 2005  | Finale 3º posto | 4°        | 5  | 2  | 1 | 2  | 12 | 7  |
| 2009  | Finale 3º posto | 4°        | 5  | 3  | 0 | 2  | 12 | 10 |
| Total | 7/11            |           | 31 | 14 | 3 | 14 | 75 | 53 |

## Statistiche incontri
| Avversario     | G | V | N | P | GF | GS |
| -------------- | - | - | - | - | -- | -- |
| Isole Åland    | 4 | 2 | 0 | 2 | 5  | 6  |
| Anglesey       | 3 | 1 | 0 | 2 | 2  | 4  |
| Ebridi Esterne | 2 | 1 | 0 | 1 | 5  | 4  |
| Gibilterra     | 2 | 0 | 0 | 2 | 1  | 3  |
| Gotland        | 2 | 1 | 1 | 0 | 8  | 6  |
| Groenlandia    | 1 | 0 | 0 | 1 | 0  | 4  |
| Guernsey       | 3 | 0 | 0 | 3 | 3  | 11 |
| Hitra          | 1 | 1 | 0 | 0 | 13 | 0  |
| Isola di Wight | 2 | 1 | 0 | 1 | 5  | 2  |
| Isole Falkland | 3 | 3 | 0 | 0 | 20 | 1  |
| Isole Shetland | 4 | 2 | 1 | 1 | 9  | 5  |
| Jersey         | 3 | 2 | 0 | 1 | 4  | 6  |
| Rodi           | 1 | 0 | 0 | 1 | 1  | 3  |
| Saaremaa       | 2 | 1 | 1 | 0 | 6  | 2  |